# Dino Grandi

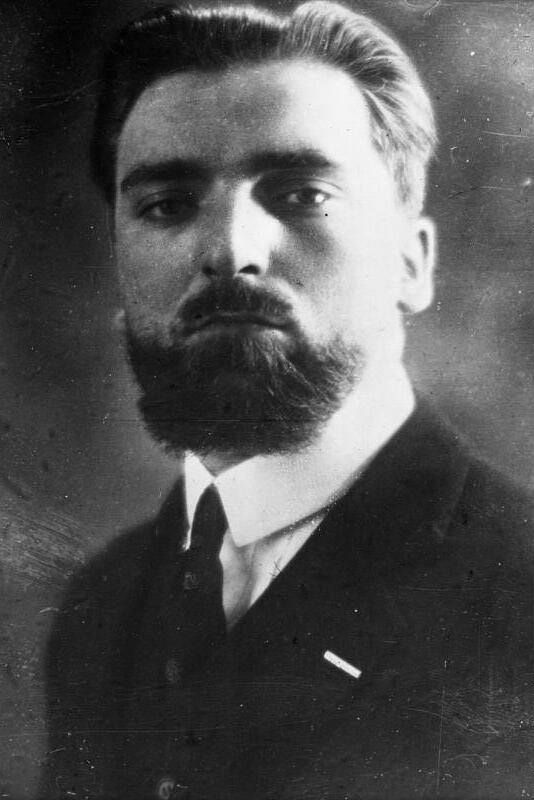
Dino Grandi

Dino Grandi, graaf van Mordano (Mordano, 4 juni 1895 – Bologna, 21 mei 1988) was een Italiaans fascistisch staatsman.
Dino Grandi studeerde rechten en was actief in de Italiaanse Socialistische Partij. Nadat hij gebroken had met het socialisme werd hij syndicalist. Hij was voorstander van de Italiaanse deelname aan de Eerste Wereldoorlog. Na de oorlog werd hij lid van de fascistische partij van Benito Mussolini (1920). Hij vervulde sindsdien regionale functies binnen de Partito Nazionale Fascista (PNF).

## Fascistisch Italië
Tijdens de 'Mars naar Rome' (oktober 1922) was hij secretaris van het Quadrumvirum waar Mussolini's vier belangrijkste fascistische leiders deel van uitmaakten. Van 1924-1925 was hij onderstaatssecretaris van Binnenlandse Zaken en van 1925-1929 onderstaatssecretaris van Buitenlandse Zaken. In 1929 werd hij onderminister van Buitenlandse Zaken (Mussolini bekleedde in die tijd zelf het ministerschap van Buitenlandse Zaken). Als minister van Buitenlandse Zaken (tot 1932) verbeterde hij de betrekkingen met westerse landen en maakte hij van Italië een gerespecteerd land. In 1932 benoemde Mussolini de pro-Engelse Grandi tot ambassadeur in Londen, waar hij veel vrienden maakte onder de Britse politici. In 1939, terug in Italië, werd hij voorzitter van de Kamer van Fasci en Corporaties (parlement) en minister van justitie. Van het begin af aan een tegenstander van de oorlog, keerde hij zich tegen het beleid van Mussolini toen de oorlogskansen voor de As zich begonnen de keren.

## Afzetting Mussolini
Na de geallieerde luchtlandingen in juni 1943 op Sicilië besloot Grandi om de Fascistische Grote Raad bijeen te roepen om Mussolini's positie ter discussie te stellen. Mussolini zelf ging akkoord met een vergadering van de Fascistische Grote Raad. Tijdens de bijeenkomst van deze raad op 24/25 juli 1943 stemden 19 van de 28 leden voor de afzetting van Mussolini. Een dag later werd Mussolini door de koning (Victor Emanuel III) gearresteerd. Grandi ging vervolgens op eigen houtje naar Portugal om contact op te nemen met de geallieerden, hetgeen echter al door de officiële Italiaanse regering was gebeurd. Bang dat hij door de Duitsers zou worden gegijzeld, vluchtte Grandi naar Brazilië, waar hij een succesvol zakenman werd. 
Door de 'Fascistische Rechtbank' van Verona werd hij bij verstek ter dood veroordeeld. Na een algemene amnestie keerde hij in 1947 naar Italië terug.